# Mihăești (Vâlcea)
Mihăeşti è un comune della Romania di 6 471 abitanti, ubicato nel distretto di Vâlcea, nella regione storica dell'Oltenia. 
Il comune è formato dall'unione di 13 villaggi: Arsanca, Bârsești, Buleta, Govora, Gurișoara, Măgura, Mihăești, Munteni, Negreni, Ruget, Scărișoara, Stupăreni, Vulpuieni.